# チボ・マット
チボ・マット (英語: Cibo Matto)は、日本人の本田ゆかと羽鳥美保によって結成された音楽ユニットで、アメリカ合衆国・ニューヨークを拠点に活動している。

## 経歴
1994年3月、ニューヨークを拠点に1988年から音楽活動を続けていた本田ゆかと当時留学生でほとんど音楽活動の経験が無かった羽鳥美保が共通の知人の紹介で出会い、意気投合。"Improvisation night"という即興・ノイズミュージック系のイベントに出演するためにユニット「Leitoh Lychee」を結成。当初はこのイベントのみの活動の予定だったが、ステージでのパフォーマンスにある種の手応えを掴み、その後も2人組でライブ活動を続ける。同時期にイタリア語で食べ物狂いを意味する「Cibo Matto」に改名。
1995年にEl Diablo RecordsからEP『チボ・マット』を発表。ソウル・コフィングとジョイントライブを行なった際に、見学に来ていたミッチェル・フルームに見初められ、彼の紹介でワーナー・ブラザース・レコードと契約を交わす。
1996年にミッチェル・フルーム&チャド・ブレイクをプロデューサーに迎えたアルバム『ヴィヴァ!ラ・ウーマン』でメジャーデビュー。食べ物を大々的に取り上げたユニークな歌詞とサウンドの所以でカレッジ・ラジオ層を中心にファンを獲得。同アルバムの収録曲「Sugar Water」「Know Your Chicken」のプロモーションビデオをそれぞれミシェル・ゴンドリー、エヴァン・ベルナルドが手掛け、MTV層のファンを獲得した。
同時期にミュージシャン間の交流も増え、オノ・ヨーコのアルバム『Rising Mixes』でのリミックスの依頼を受け、そのレコーディングをきっかけに本田がショーン・レノンと交際を始めたのを皮切りに、ジョン・スペンサー・ブルース・エクスプロージョンのラッセル・シミンズ （ドラム）、スケルトン・キーのリッキー・リー （パーカッション）、映像作家のマイク・ミルズと、サイドプロジェクト「バター08」を立ち上げ、ビースティ・ボーイズが主催するレーベル「グランド・ロイヤル」からアルバム『バター』を発表。同アルバムにはショーン・レノン、ティモ・エリスもゲスト参加している。
1997年のEP『スーパー・リラックス』からショーン・レノン、ティモ・エリスが、1999年のシングル「ワーキング・フォー・ヴァケイション」からデュマ・ラヴが加入したが、2001年夏のライブを最後に表立った活動を停止し、本田と羽鳥はそれぞれ別ユニットを立ち上げて活動している。
2011年6月26日、アメリカ「Hollywood Bowl」にて、YMO、テイ・トウワ、Buffalo Daughterらとともに、10年以上ぶりに復活ライブを行った。
2014年2月14日、15年振りとなるオリジナル・アルバム『ホテル・ヴァレンタイン』をショーン・レノンが主宰するChimera Musicよりリリース。サポートドラマーを務めているあらきゆうこが本作にも参加している。
2017年12月12日、SNSで解散を発表した。

## ディスコグラフィ

### アルバム
- 『ヴィヴァ!ラ・ウーマン』 - Viva! La Woman (1996年)
- 『ステレオタイプ A』 - Stereo ★ Type A (1999年) ※全米171位
- Pom Pom: The Essential Cibo Matto (2007年) ※未発表音源を含むベスト・アルバム
- 『ホテル・ヴァレンタイン』 - Hotel Valentine (2014年) ※全米168位

### EP
- 『チボ・マット』 - Cibo Matto (1995年)
- 『スーパー・リラックス』 - Super Relax (1997年)

### シングル
- 「ワーキング・フォー・ヴァケイション」 - "Working for Vacation" (1999年)
- "Moonchild" (1999年)
- 「スプーン」 - "Spoon" (1999年)